# Syllegomydas algiricus
Syllegomydas algiricus är en tvåvingeart som först beskrevs av Gerstaecker 1868.  Syllegomydas algiricus ingår i släktet Syllegomydas och familjen Mydidae. Inga underarter finns listade i Catalogue of Life.